# ريست (مانغا)
ريست أو «الراحة» (بالإنجليزية: Reset) (باليابانية: リセット) مانغا يابانية صدرت عام 2005من مجلد واحد تحكي قصة مأساوية عن لعبة افتراضية. ترجمت المانغا إلى عدد من الدول بلغاتها منها فرنسا في عام 2006 وتايوان في عام 2007. وهي تعتبر ثاني عمل لمؤلفها.

## نبذة
لعبة ديستوبيا عالم افتراضي محاكي للعالم الواقعي.حيث فيه لاعبون تجردوا من حياتهم الواقعية ليستمتعوا بالقتل بشتى الطرق الممكنة، عن طريق أسلحة توفرها لهم اللعبة، وهناك في مجمع أماسيجاوا السكني تقع حوادث انتحار متكررة لسكان البناية بلا أسباب تُذكر، محاسب في مصرف، صحفي حر، طالب في المرحلة الإعدادية.أشخاص انتحروا ولا يربطهم سوا أنهم يقطنون نفس البناية، وأنهم لاعبون في ديستوبيا.

## الشخصيات
- شينوهارا هيتومي: ربة منزل تعيش حياة روتينية لا تُناسبها بتاتاً، تبدأ حياتها بالتغير بعد انتحار زوجها ودخولها للعبة ديستوبيا مصادفة.
- كيتاجيما شونسوكي: لاعب «هكر» انتهج الغش وتجاوز قوانين اللعبة. تم القبض عليه عام 2001 بتهمة القرصنة المعلوماتية وفي الوقت الحالي يقوم بخدمة المجتمع تحت اشراف عميل خاص من الشرطة.
- منشئ ومصمم لعبة ديستوبيا، يستهدف كيتاجيما ليطرده من اللعبة.